# 10の冪

1から10億(1 billion)までの10の冪の視覚化

10の冪（じゅうのべき）または10の累乗数（じゅうのるいじょうすう）とは、適当な整数 n を選べば、10 の n 乗 (10n) の形に表せる数の総称である。

## 概要
様々な位取り記数法において十進法が多く採用されているため、10の冪を表す命数は他の累乗数に対して多い。
個々の数そのものを示す数詞の他に、キロやメガなどのSI接頭語によって10の累乗数倍を示す表記法が存在する。

## 正の冪
十進法においては、n が正の整数の場合、10の n 乗 (10n) は1の後に0が n 個続く数となる。n=0 の場合は 1 となり、定義上、1 も 10 の冪である。
| 冪指数 | 数     | 漢字表記 | SI接頭語   |
| ------ | ------ | -------- | ---------- |
| (0)    | (1)    | (一)     | （なし）   |
| 1      | 10     | 十       | デカ (da)  |
| 2      | 100    | 百       | ヘクト (h) |
| 3      | 1000   | 千       | キロ (k)   |
| 4      | 10000  | 一万     |            |
| 5      | 100000 | 十万     |            |
| 6      | 1000   | 百万     | メガ (M)   |
| 7      | 10000  | 千万     |            |
| 8      | 100000 | 一億     |            |
| 9      | 1000   | 十億     | ギガ (G)   |
| 10     | 10000  | 百億     |            |
| 11     | 100000 | 千億     |            |
| 12     | 1000   | 一兆     | テラ (T)   |
| 15     | 1000   | 千兆     | ペタ (P)   |
| 18     | 1000   | 百京     | エクサ (E) |
| 21     | 1000   | 十垓     | ゼタ (Z)   |
| 24     | 1000   | 一𥝱     | ヨタ (Y)   |

無量大数、不可説不可説転、グーゴル、グーゴルプレックスなども10の累乗数である。

## 負の冪
指数が負の整数 -n の場合、10の n 乗は小数点以下第 n 位が1でそれ以外の位が0の数となる。
| 冪指数 | 数                                | 漢字表記 | SI接頭語      |
| ------ | --------------------------------- | -------- | ------------- |
| （0）  | （1）                             | （一）   | （なし）      |
| −1     | 0.1                               | 一分     | デシ（d）     |
| −2     | 0.01                              | 一厘     | センチ（c）   |
| −3     | 0.001                             | 一毛     | ミリ（m）     |
| −4     | 0.000 1                           | 一糸     |               |
| −5     | 0.000 01                          | 一忽     |               |
| −6     | 0.000 001                         | 一微     | マイクロ（μ） |
| −9     | 0.000 000 001                     | 一塵     | ナノ（n）     |
| −12    | 0.000 000 000 001                 | 一漠     | ピコ（p）     |
| −15    | 0.000 000 000 000 001             | 一須臾   | フェムト（f） |
| −18    | 0.000 000 000 000 000 001         | 一刹那   | アト（a）     |
| −21    | 0.000 000 000 000 000 000 001     | 一清浄   | ゼプト（z）   |
| −24    | 0.000 000 000 000 000 000 000 001 |          | ヨクト（y）   |

## 指数表記
指数表記（exponential notation）または科学的表記（en:scientific notation）は、非常に大きな、または、非常に小さな数を簡潔に表現するための表記方法である。また有効数字を明確に示すためにも用いられる。
指数表記では、数は、10の冪と仮数 m の積で m×10n と表される。
指数表記は 6.02214076e-23 のようにも表記され、これをE表記（E notation）という。